# Френкель, Тео (старший)
Тео Мориц Френкель (нидерл. Theo Frenkel; 14 июля 1871, Роттердам, Нидерланды — 20 сентября 1956, Амстердам) — голландский кинорежиссёр, актер, кинопродюсер и сценарист периода немого кино. Один из зачинателей нидерландского и европейского кинематографа.
Тео Френкель в качестве режиссëра между 1908 и 1925 гг. снял более 220 фильмов, но лишь немногие из них сохранились, что не позволяет правильно оценить их художественное значение. Между 1911 и 1948 гг. сыграл в 21 фильме, продюсировал — 3.
Режиссëр европейского масштаба, создал огромный объем кинематографических работ в Великобритании, Франции, Германии и Нидерландах.

## Биография
Из еврейской семьи. Его родители — капельмейстер Мориц Френкель (нидерл. Maurits Frenkel, 1841—1873) и актриса Теодора Антония Боуместер (нидерл. Theodora Antonia Bouwmeester, 1850—1939) — поженились в 1865 году. До того, как заняться киноиндустрией, работал театральным актёром в разных странах Европы.
Свой первый фильм снял в 1908 году на киностудии «Cecil Hepworth’s filmstudio» в Англии. Вскоре создал актëрскую труппу и снял по своим сценариям более пятидесяти разножанровых фильмов от варьете до трагедий.
В 1910 году возглавил студию «Charles Urban’s studio’s» вблизи Брайтона (Великобритания) и в Ницце (Франция), где в течение двух лет руководил съëмками более чем 120 фильмов, многие из которых в цвете, с использованием одной из первых систем Kinemacolor. Для повышения зрелищности фильмов, Т. Френкель выбирал сюжеты на основе греческой мифологии, библейских историй и исторических романов, в которых использовал гламурные костюмы и впечатляющие сцены с красивыми пейзажами.
С 1912 года Т. Френкель работал на студии Pathé, в 1913 переехал в Берлин, а перед началом первой мировой войны вновь вернулся в нейтральную Голландию, где стал одним из самых опытных режиссёров того времени. Создал нескольких успешных кинодрам, таких как «Het wrak van de Noordzee» (Крушение в Северном море, 1915), «Genie tegen geweld» (Гений против насилия, 1916) и «Pro domo» (1918).
После окончания войны, Френкель вернулся в Берлин, чтобы возглавить совместное немецко-голландские киностудии, такие как, «Alexandra» (1922) и «Frauenmoral» (1923), но его международная карьера подошла к завершению.
В 1925 он ушëл из кинематографа. Последний фильм режиссёра датируется 1928 годом.
Его сын Тео Френкель (младший) (1893—1955) был также актёром, писателем и режиссёром.

## Избранная фильмография
- By Order of Napoleon (1910 — режиссёр)
- Luchtkastelen (1914 — актёр)
- Zijn viool (1914 — актёр)
- Fatum (1915)
- Het Wrak in de Noordzee (1915)
- Genie tegen geweld (1916)
- Life’s Shadows (1916)
- Pro domo (1918)
- Het proces Begeer (1918)
- De duivel (1918)
- Ray of Sunshine (1919)
- The Devil in Amsterdam (1919)
- Op stap door Amsterdam (1919)
- Helleveeg (1920)
- Aan boord van de 'Sabina' (1920)
- Geeft ons kracht (1920)
- Menschenwee (1921)
- De bruut (1922)
- Judith (1923)
- Frauenmoral (1923)
- Cirque hollandais (1924)
- De cabaret-prinses (1925)